# Agnese Grigio
Agnese Grigio (Albignasego, 12 gennaio 1963) è un'ex atleta paralimpica italiana ipovedente.

## Biografia
Ipovedente dalla nascita, a causa di una forma di nistagmo congenito, ha frequentato tutte le scuole fino al diploma di massofisioterapista all'Istituto L. Configliachi di Padova, dove ha anche iniziato a praticare lo sport. Inserita nel mondo del lavoro, ha proseguito come pentatleta e mezzofondista, giungendo a vincere due medaglie nell'edizione dei Giochi paralimpici di New York del 1984.
Per ragioni personali, ha presto interrotto la carriera atletica, continuando a praticare il torball (disciplina non presente alle Paralimpiadi), a livelli nazionali e internazionali.
È sorella di Emanuela Grigio.

## Palmarès
| Anno | Manifestazione     | Sede                      | Evento         | Risultato | Prestazione | Note |
| ---- | ------------------ | ------------------------- | -------------- | --------- | ----------- | ---- |
| 1984 | Giochi paralimpici | Stoke Mandeville New York | 800 m piani B3 | Bronzo    | 2'42"24     |      |
| 1984 | Giochi paralimpici | Stoke Mandeville New York | Pentathlon B3  | Argento   | 2 067 p.    |      |

## Onorificenze
- 2014 - Leone d'argento conferito dal CONI regionale veneto.[1]